# Leonid Fatikow
Leonid Wiktorowicz Fatikow (ros. Леонид Викторович Фатиков, błr. Леанід Віктаравіч Фацікаў, Leanid Wiktarawicz Facikau; ur. 24 kwietnia 1968 w Ufie) – radziecki i rosyjski hokeista, reprezentant Białorusi, olimpijczyk. Działacz i trener hokejowy.

## Kariera zawodnicza
- Saławat Jułajew Ufa (1988-1989)
- Awangard Ufa
- HK Nioman Grodno (do 1992)
- STS Sanok (1992-1993)
- Brynäs IF (1993-1994)
  -  Gävle HF (1993-1994)
- Naprzód Janów (1995-1996)
- Cracovia (1996-1997)[1]
- Dynamo-Energija Jekaterinburg (1997-1998)
- Mołot-Prikamje Perm (1998-2000)
- Łada Togliatti (2000-2001)
- Kassel Huskies (2001-2002)
- SC Bietigheim-Bissingen (2002-2003)
- HK Nioman Grodno (2003-2004)
- HK Witebsk (2004-2005)
- HK Homel (2005-2006)
- Dynama Mińsk (2006-2007)
- HK Kieramin Mińsk (2007-2008)
- HK Homel (2007-2008)

Karierę rozpoczynał w rodzinnej Ufie, grał w tamtejszym klubie Awangard i Saławat Jułajew. Później trafił do białoruskiego Grodna. Od sierpnia 1992 był zawodnikiem klubu I ligi polskiej STS Sanok w sezonie 1992/1993. Był czołowym zawodnikiem i podporą zespołu. Na początku lat 90. jego menedżerem był były piłkarz Pogoni Szczecin, Bogdan Maślanka. W późniejszych latach grał w innych polskich drużynach: w Naprzodzie Janów w sezonie 1995/1996 i w Cracovii w edycji 1996/1997. Grał także w klubach niemieckiej DEL i 2. Bundesligi oraz superligi rosyjskiej i białoruskiej ekstraligi. W marcu 2008 zakończył karierę.
W wieku juniorskim był reprezentantem ZSRR. Uczestniczył w turnieju mistrzostw Europy juniorów do lat 18 w 1986. Na początku lat 90. został reprezentantem Białorusi w latach 1992–2002. Zagrał w pierwszym oficjalnym spotkaniu reprezentacji Białorusi 7 listopada 1992 w eliminacyjnym meczu do mistrzostw świata z drużyną Ukrainy (1:4). Uczestniczył w turniejach mistrzostw świata w 1996, 1997 (Grupa B) i 1999, 2000, 2001 (Grupa A) oraz zimowych igrzysk olimpijskich 2002 (podczas igrzysk wystąpił raz zastępując w bramce nominalnego pierwszego bramkarza, Andrieja Miezina).

## Kariera działacza i trenera
Do października 2013 był prezesem klubu HK Szachcior Soligorsk. W 2015 został asystentem trenera w klubie HK Lida. Po dwóch sezonach pracy w tym klubie od lipca 2017 został trenerem bramkarzy w sztabie szkoleniowym klubu Szachciora Soligorsk. Wiosną 2019 pozostał w ogłoszonym nowym sztabie szkoleniowym Szachciora.
Ma żonę i dwie córki.

## Sukcesy
Reprezentacyjne
- Czwarte miejsce w turnieju zimowych igrzysk olimpijskich: 2002

Klubowe
- Półfinał mistrzostw Polski w sezonie 1995/1996 z Naprzodem Janów
- Półfinał mistrzostw Niemiec w sezonie 2001/2002 z Kassel Huskies
- Złoty medal mistrzostw Białorusi: 2007 jako Dynama Mińsk, 2008 z Kieraminem Mińsk

Indywidualne
- Najlepszy bramkarz Spartakiady Narodów ZSRR: 1986
- Mistrzostwa Świata w Hokeju na Lodzie 2001:
  - Pierwsze miejsce w klasyfikacji skuteczności interwencji w sezonie zasadniczym: 95,71%[25]
  - Pierwsze miejsce w klasyfikacji średniej goli straconych na mecz w sezonie zasadniczym: 1,13[26]
- W sezonie 2006/2007 został wybrany do zespołu gwiazd ekstraligi białoruskiej (występował w barwach Dynama Mińsk)

Wyróżnienia
- Pierwsze miejsce w kategorii obcokrajowców w plebiscycie „Najlepszego sportowca Polski południowo-wschodniej” dziennika „Nowiny”: 1993[27]
- Pierwsze miejsce w plebiscycie „Złota Dziesiątka” najpopularniejszych sportowców Podkarpacia: 1993[28]
- Zasłużony Mistrz Sportu Republiki Białorusi: 2002[29]